# Willy Brandt
Willy Brandt, narozen jako Herbert Ernst Karl Frahm (18. prosince 1913 Lübeck – 8. října 1992 Unkel), byl německý politik, kancléř Západního Německa v letech 1969–1974 a vůdčí osobnost Sociálnědemokratické strany Německa (SPD) v letech 1964–1987. Před nástupem do funkce kancléře byl starostou v Západním Berlíně. Po odchodu z úřadu kancléře vedl Socialistickou internacionálu.
Protože tvrdá opozice zamezila uskutečnit většinu z Brandtova domácího programu, jeho nejdůležitějším odkazem se stala Ostpolitik, tedy politika založená na zlepšení vztahů s východoevropskými zeměmi, především Východním Německem, Polskem a Sovětským svazem. Tato politika působila v Západním Německu značně kontroverzně, ale Brandt díky ní získal Nobelovu cenu míru roku 1971.
Při návštěvě v Polsku v roce 1970 nečekaně poklekl u pomníku povstání ve varšavském ghettu. Jeho gesto vyvolalo celosvětový ohlas.
Brandt byl nucen rezignovat v roce 1974 poté, co se veřejnost dozvěděla, že jeden z jeho nejbližších spolupracovníků Günter Guillaume pracoval pro východoněmeckou tajnou službu (Stasi). Toto se také stalo jedním z největších politických skandálů v poválečném Západním Německu.
V sobotu 31. října 2020 bylo po devíti letech budování otevřeno v Berlíně nové letiště Willyho Brandta, které by mělo postupně převzít provoz ze stávajících dvou jiných letišť ve městě, a sice Tegel na severozápadě města a Schönefeld na jihozápadě německé metropole.

## Dětství a mládí

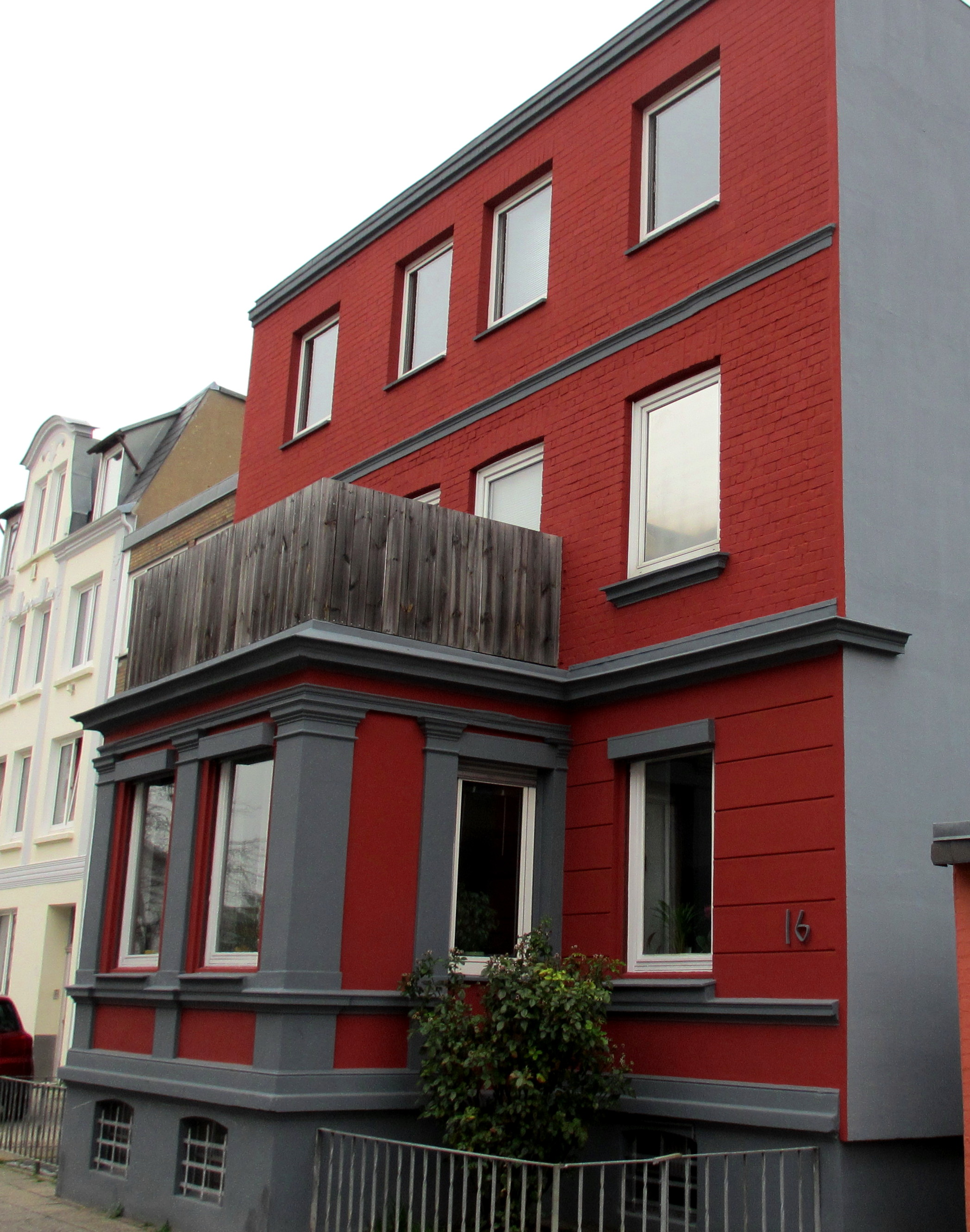
Brandtův rodný dům v lübecké ulici Meierstraße (2013)

### Rodina
Willy Brandt se narodil 18. prosince 1913 jako Herbert Frahm v lübeckém předměstí St. Lorenz Süd. Byl nemanželským dítětem. Jeho matka, rovněž nemanželské dítě, se jmenovala Martha Frahmová, rozená Ewertová (1894–1969) a pracovala jako prodavačka v lübeckém Konsumu. Jeho otcem byl hamburský učitel John Heinrich Möller (1887–1958), který v letech 1912 až 1913 dočasně vyučoval na reálce v Lübecku. Do matričního záznamu však matka otcovo jméno neuvedla. Protože nemanželské děti nemohly být pokřtěné ve farním kostele, nechala matka svého syna pokřtít 26. února 1914 v budově pastorátu u evangelického kostela svatého Vavřince v Lübecku.
Brandt svého biologického otce nikdy nepoznal, ačkoliv mu byla jeho identita od roku 1947 známá. Se svou matkou měl odtažitý a chladný vztah a zpětně na ni vzpomínal jako na „ženu, která byla mojí matkou“. Původně vyrůstal s matkou, která však chodila do zaměstnání, a tak se o něj ve všední dny starala sousedka. Od roku 1919 byl trvale v péči svého nevlastního dědečka Ludwiga Frahma (1875–1935). Ten se v roce 1899 oženil s Marthinou matkou Wilhelminou (1875–1913) a po svém návratu z první světové války rychle navázal důvěrný vztah s téměř šestiletým Brandtem. Ludwig Frahm roku 1919, šest let po smrti své první manželky, uzavřel nové manželství s Dorotheou Stahlmannovou. „Tetu Doru“ však neměl Brandt příliš rád. Svého nevlastního dědečka oslovoval „Papa“ a v jeho maturitním vysvědčení je Ludwig Frahm uváděn jako otec. V září 1927 se Brandtova matka provdala za zedníka Emila Kuhlmanna (1880–1969) a v únoru 1928 se manželům narodil syn Günther Kuhlmann (1928–2010), Brandtův polorodý bratr. Od té doby vídal Brandt svou matku „již jen sporadicky“. Zpětně označoval své dětství „bez domova“ a rodinné vztahy za chaotické.
Brandtův nemanželský původ, jeho současníky považovaný za chybu, používali jeho političtí oponenti v poválečném období k znevažování jeho osoby. Brandt se tomu nebránil, přiznal však, že „původ a pomluvy“ mu „zarazily trn“. Tato skutečnost byla veřejně probírána ještě v roce 1965 během kampaně před volbami do spolkového sněmu jeho politickým oponentem Ludwigem Erhardem z CDU.

### Vzdělání
Brandt navštěvoval Chlapeckou střední školu u svatého Vavřince, od roku 1927 učitelský seminář v. Großheim’sche Realschule, z kterého roku 1928 přestoupil na reálné gymnázium Johaneum v Lübecku. Na něm v roce 1932 odmaturoval. V žádosti o připuštění k maturitě uvedl jako zamýšlené budoucí povolání žurnalistiku. SPD mu nabídla pro vysokoškolské studium stipendium, tato možnost však padla poté, co se stranou rozešel. Místo studia Brandt v květnu 1932 nastoupil jako dobrovolník k loďařské, rejdařské a spediční společnosti F. H. Bertling KG v Lübecku.

## Politická aktivita ve Výmarské republice

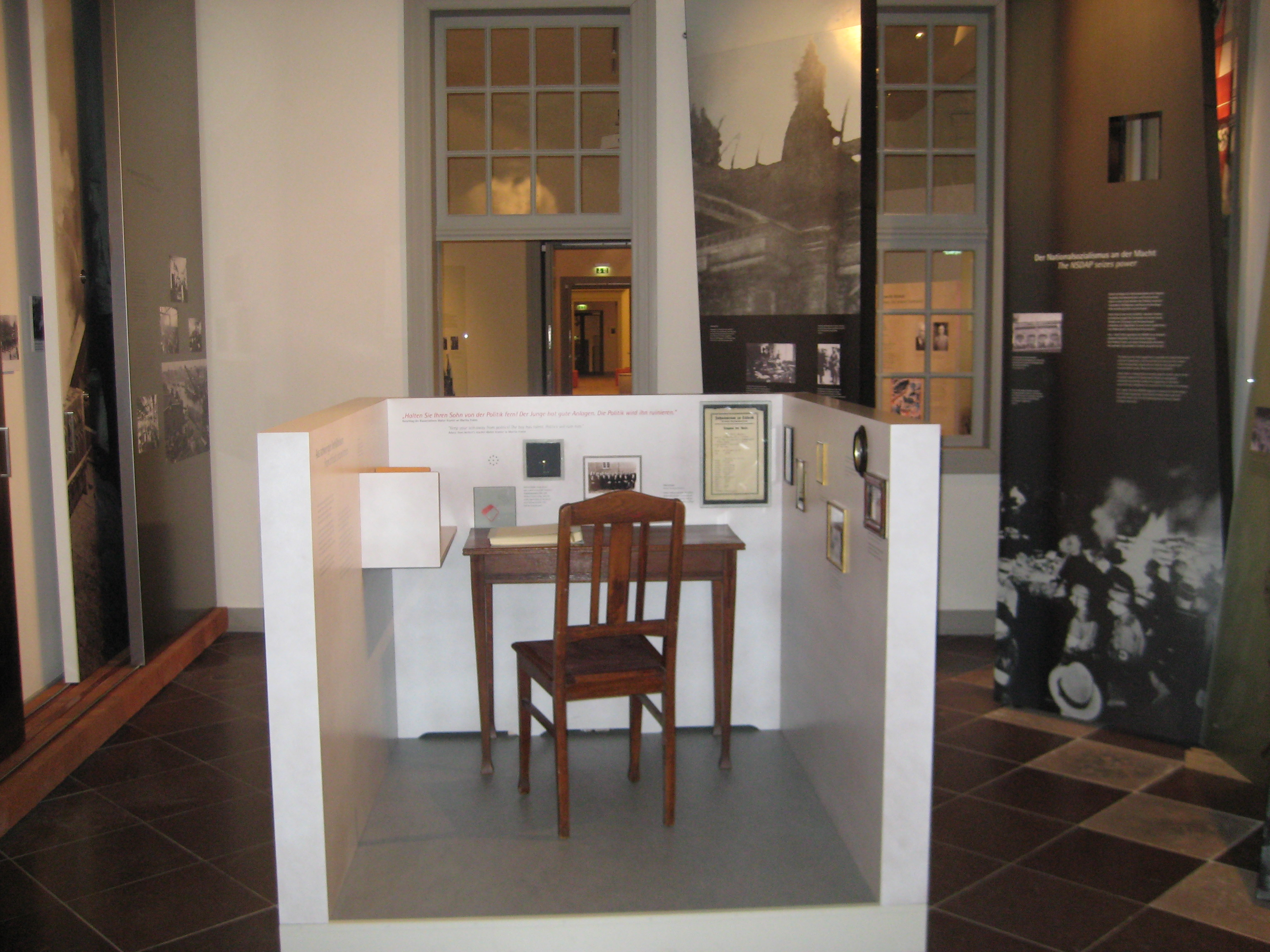
Napodobenina pracovny mladého Willyho Brandta v Domě Willyho Brandta v Lübecku

Brandtův zájem o politiku souvisel s nevlastním dědečkem Ludwigem Frahmem. Ten byl členem SPD a občas působil jako důvěrník své strany v lübecké městské části Holstentor-Süd. V letech 1926 a 1929 kandidoval za SPD v komunálních volbách. Brandt se stal v roce 1925 členem Kinderfreunde (Přátelé dětí), dětské skupiny Sozialistische Jugend Deutschlands – Die Falken (Socialistická mládež Německa – Sokolové), od dubna 1929 byl členem sdružení Sozialistischen Arbeiter-Jugend (SAJ, Socialistická dělnická mládež). V té jako člen lübecké skupiny Karl Marx zastával s podporou Julia Lebera (1891–1945) radikální směr. Roku 1931 se stal Brandt okrskovým předsedou SAJ pro oblast Lübeck-Mecklenburg.
V tomto prostředí začal Brandt od roku 1927 pracovat jako novinář. V únoru 1927 otiskl deník Lübecker Volksbote – místní noviny SPD, které vedl Julius Leber – Brandtovu esej se dvěma kresbami o jednodenním výletu žáků s přáteli k pramenům řeky Trave. Od roku 1928 zveřejňoval příspěvky k politickým tématům. Leber Brandta podporoval a zároveň mu pomáhal se politicky angažovat. Brandt později uvedl, že jej Leber během těchto let výrazně ovlivnil. Jeho novinářské aktivity měly špatný vliv na školní výsledky. Jeden z učitelů v roce 1930 radil Brandtově matce: „Držte svého syna dál od politiky. Chlapec má dobré předpoklady. Ale politika ho zničí.“
V roce 1930 vstoupil Brandt do SPD. O rok později v říjnu 1931 se s Leberem názorově rozešel a stranu opustil, především kvůli zklamaní z tolerování konzervativní vlády říšského kancléře Heinricha Brüninga (1885–1970). Stranu obvinil z toho, že nebere ohledy na společenské změny. Brandt poté vstoupil do Socialistické dělnické strany Německa (SAPD). Ta se na podzim roku 1931 odštěpila od frakce SPD v říšském sněmu jako levicová socialistická skupina zaměřená proti politice NSDAP a DNVP. Brandt se stal jedním ze zakládajících členů a členem vedení lübecké místní organizace SAPD a později přijal i řadu dalších organizačních funkcí v rámci strany jako celku.

## Park Willyho Brandta
V roce 2011 byl po Willy Brandtovi pojmenován park v Praze 6 Bubenči (přejmenováním parku Ve Struhách, v minulosti součást bývalých Bučkových sadů). V parku byl 6. října 2011 odhalen pomník Willymu Brandtovi v podobě kamenné stély. Současně byla odhalena také nová uliční deska a uliční pamětní deska.

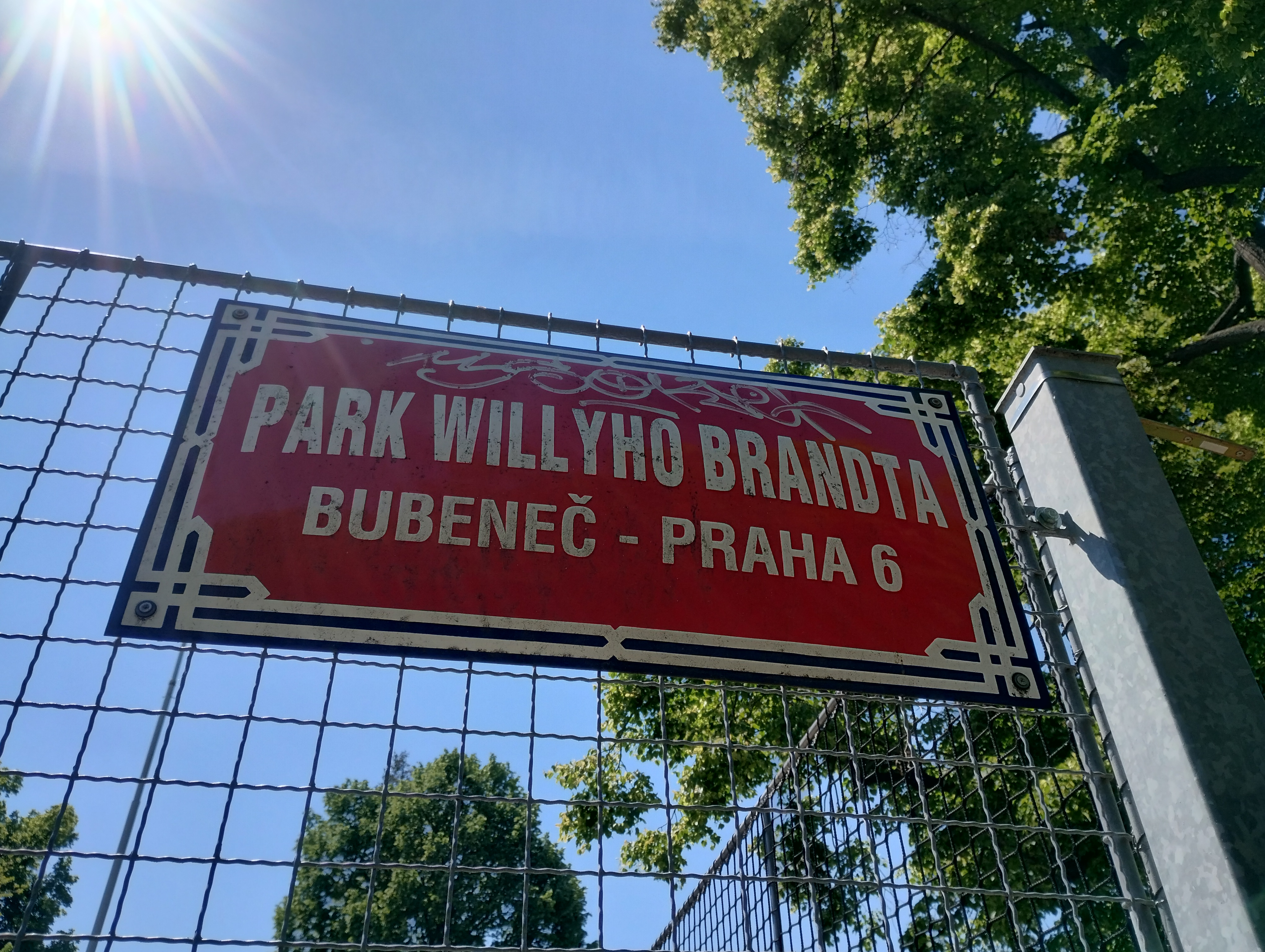
Uliční cedule Park Willyho Brandta
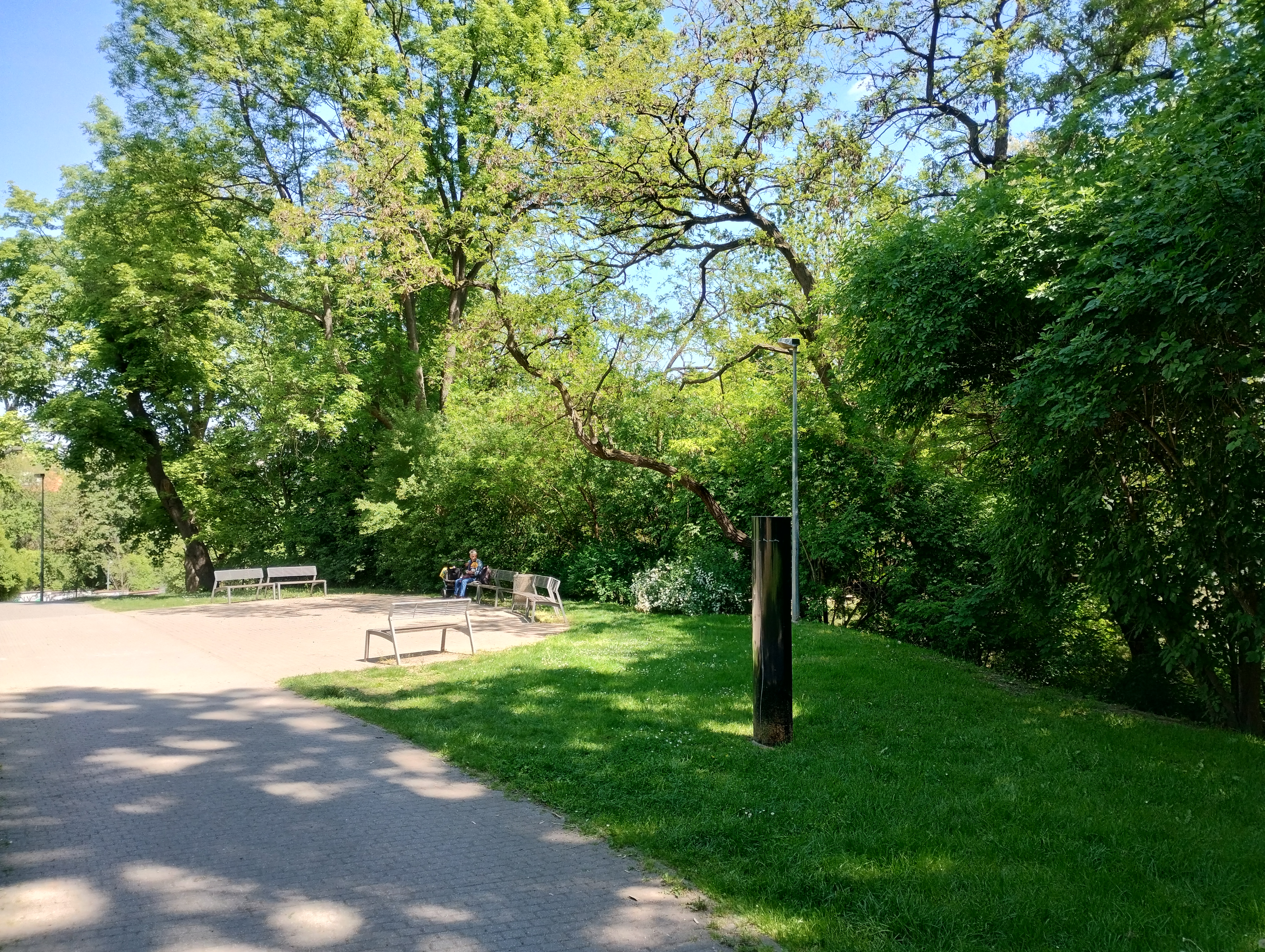
Park Willyho Brandta v Praze 6 Bubenči
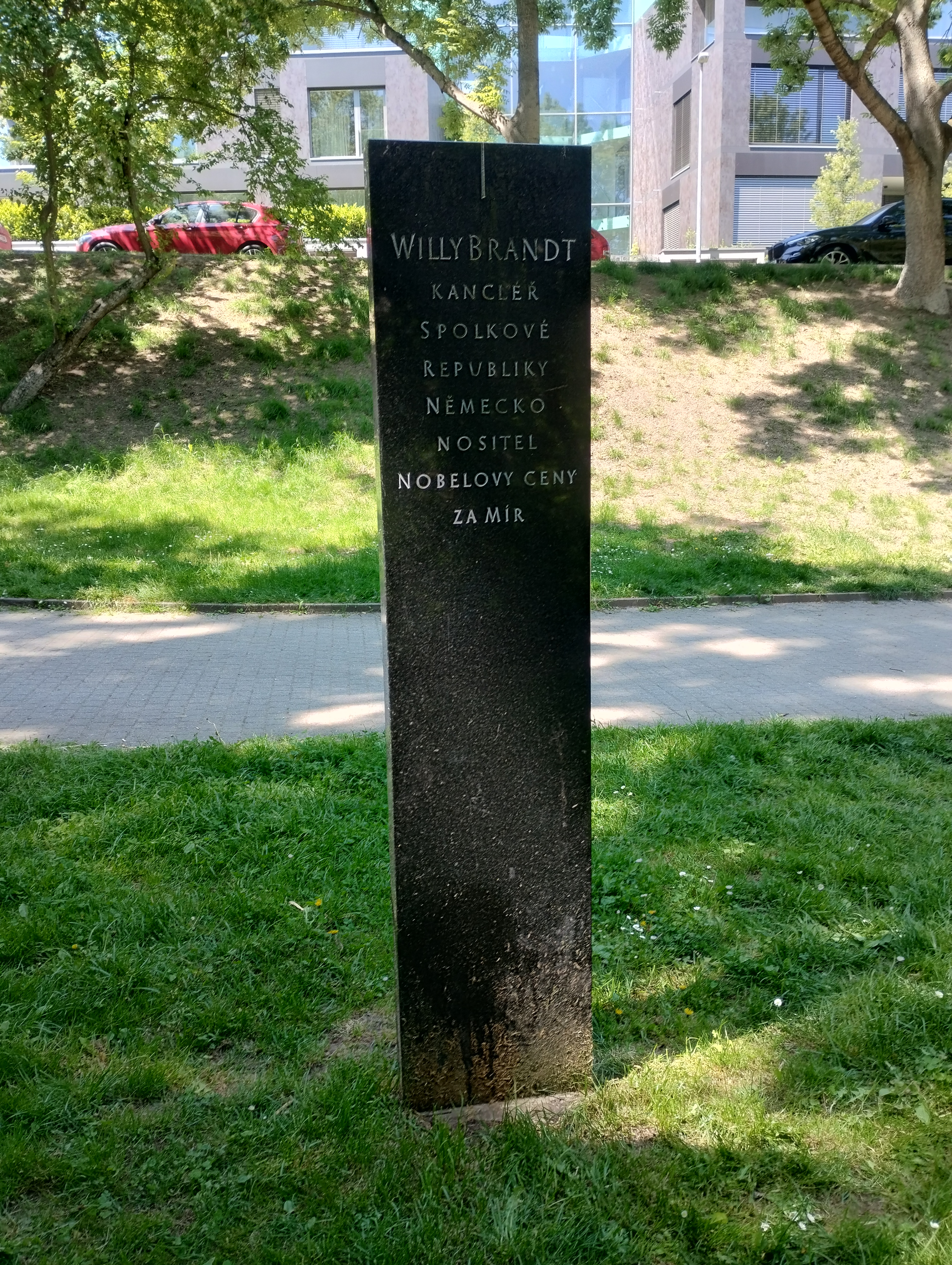
Pomník Willimu Brandtovi v parku
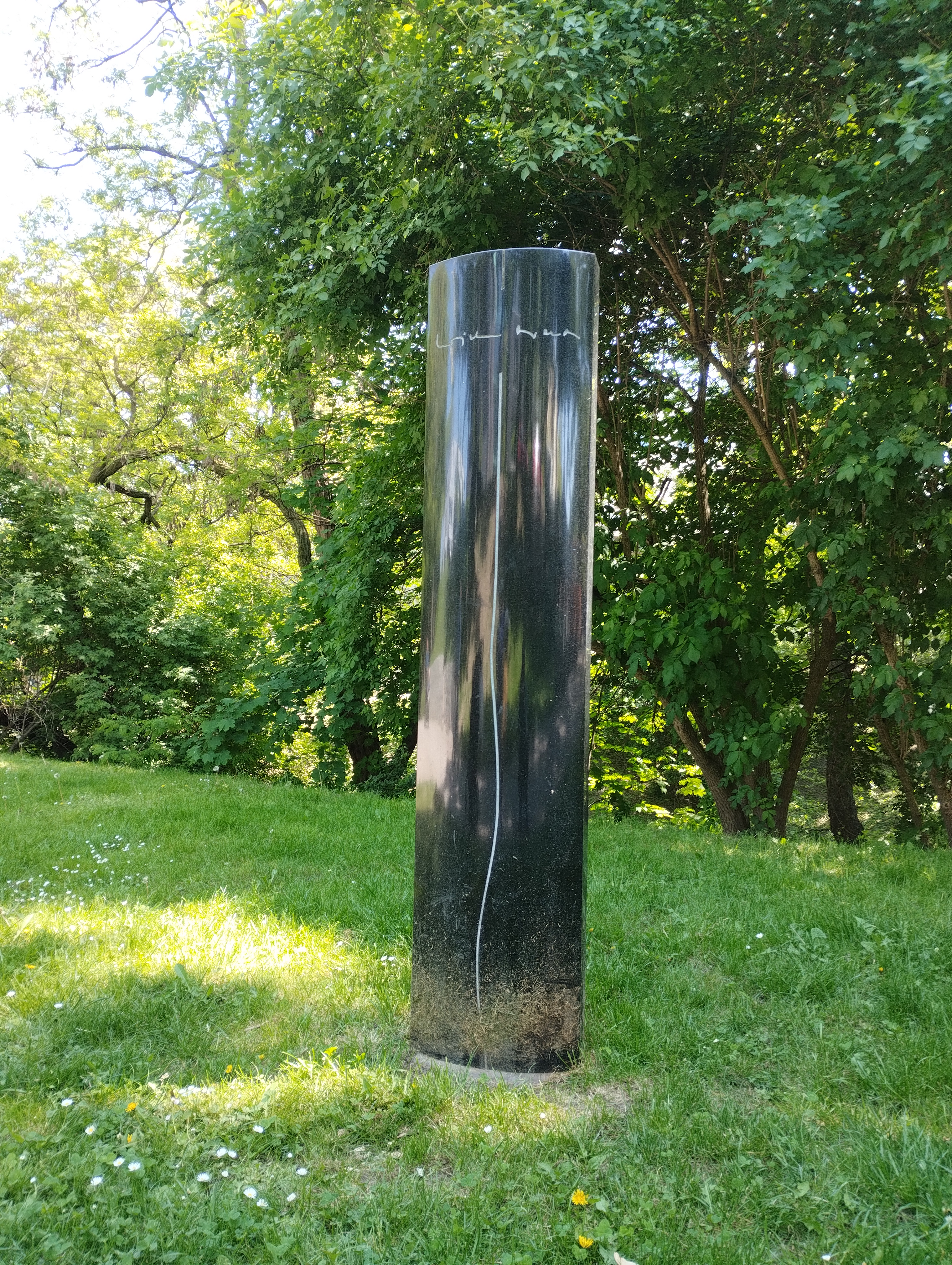
Pomník Willimu Brandtovi v parku

## Vyznamenání
- velkokříž Záslužného řádu Spolkové republiky Německo, Německo, 1959
- velkokříž Řádu svatého Olafa, Norsko, 1960
- velká čestná dekorace ve stříbře na stuze Čestného odznaku za Zásluhy o Rakouskou republiku, Rakousko, 1961[16]
- velkokříž Řádu zásluh o Italskou republiku, Itálie, 8. srpna 1965[17]
- velkokříž Řádu islandského sokola, Island, 17. června 1968[18]
- velkokříž Řádu dynastie Oranžsko-nasavské, Nizozemsko, 1969
- velkokříž Řádu Dannebrog, Dánsko, 1970
- velkokříž Maltézského záslužného řádu, Suverénní řád Maltézských rytířů, 1970
- velkokříž Řádu koruny, Belgie, 1971
- Řád vycházejícího slunce I. třídy, Japonsko, 1971
- Pamětní medaile 2500. výročí Perské říše, Írán, 14. října 1971[19]
- komtur velkokříže Řádu Vasů, Švédsko, 1972
- velkokříž Řádu čestné legie, Francie, 1973
- velká čestná dekorace ve zlatě na stuze Čestného odznaku za Zásluhy o Rakouskou republiku, Rakousko, 1973[20]
- Řád Bílého lva I. třídy in memoriam, Česko, 2000[21]

## Dílo
- Zur Nachkriegspolitik der deutschen Sozialisten Jocke Leufvmark. Stockholm 1944. (spoluautor, August Enderle, Irmgard Enderle, Stefan Szende a Ernst Behm)
- Mein Weg nach Berlin, Kindler Verlag, München 1960.
- Friedenspolitik in Europa, S. Fischer Verlag, Frankfurt am Main 1968.
- Begegnungen und Einsichten 1960–1975, Hoffmann und Campe, Hamburg 1976, ISBN 3-455-08979-8
- Links und frei. Mein Weg 1930–1950, Hoffmann und Campe, Hamburg 1982, ISBN 3-455-08743-4
- Erinnerungen, Propyläen Verlag, Frankfurt am Main 1989, ISBN 3-549-07353-4